# Vyans-le-Val
Vyans-le-Val är en kommun i departementet Haute-Saône i regionen Bourgogne-Franche-Comté i östra Frankrike. Kommunen ligger i kantonen Héricourt-Ouest som tillhör arrondissementet Lure. År 2022 hade Vyans-le-Val 417 invånare.

## Befolkningsutveckling
Antalet invånare i kommunen Vyans-le-Val
| Referens: INSEE |